# Пужиці-Розвори
Пужиці-Розвори (пол. Purzyce-Rozwory) — село в Польщі, у гміні Ґрудуськ Цехановського повіту Мазовецького воєводства.
Населення — 79 осіб (2011).
У 1975-1998 роках село належало до Цехановського воєводства.

## Демографія
Демографічна структура станом на 31 березня 2011 року:
|          | Загалом | Допрацездатний вік | Працездатний вік | Постпрацездатний вік |
| -------- | ------- | ------------------ | ---------------- | -------------------- |
| Чоловіки | 38      | 10                 | 22               | 6                    |
| Жінки    | 41      | 8                  | 24               | 9                    |
| Разом    | 79      | 18                 | 46               | 15                   |